# Matzenbergschule

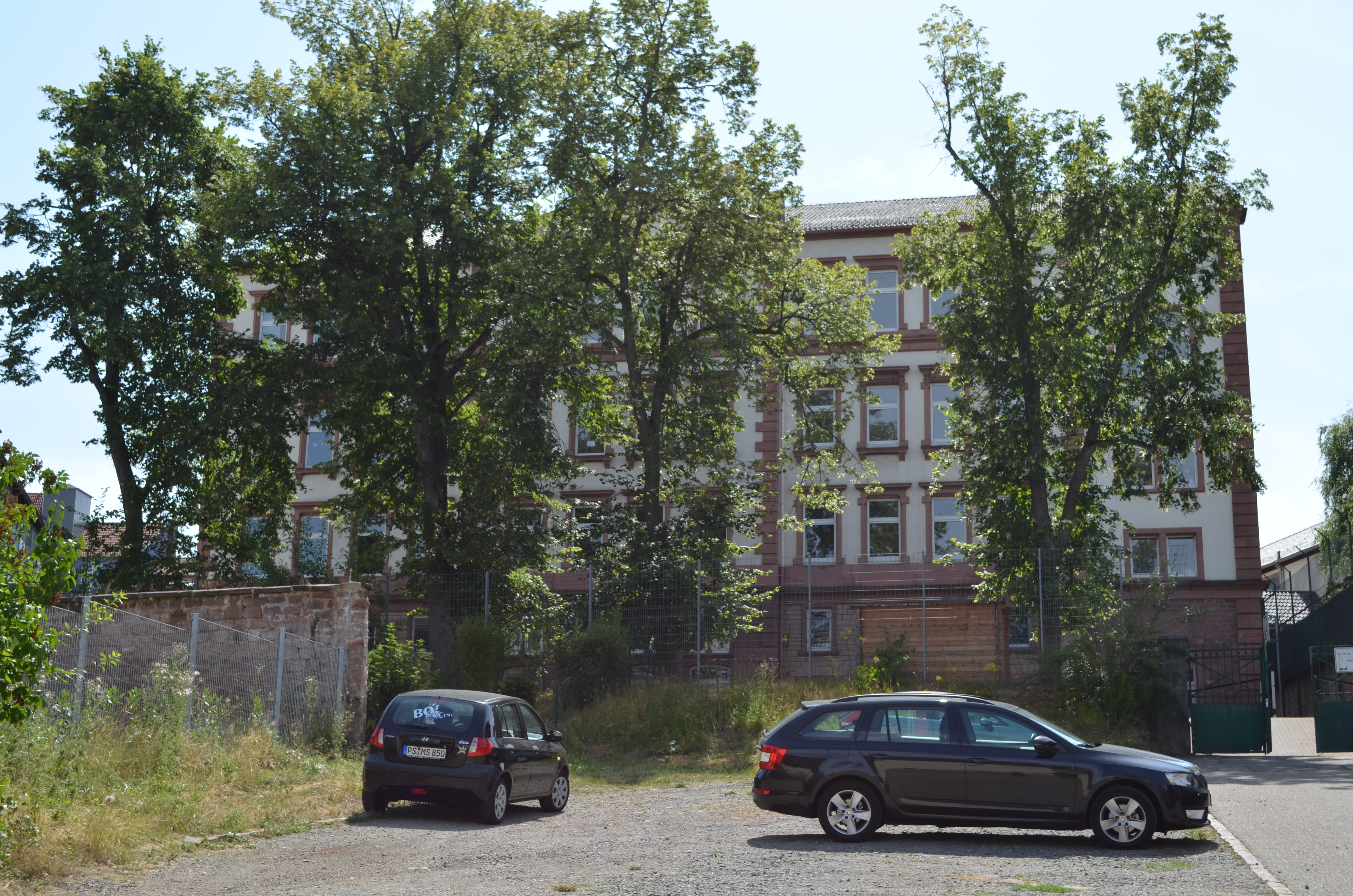
Fassade in Richtung Brunnengasse

Die Matzenbergschule ist eine Förderschule in der kreisfreien Stadt Pirmasens. Sie steht unter Denkmalschutz.

## Lage
Die Schule befindet sich innerhalb der Pirmasenser Kernstadt in der Winzler Straße und umfasst die Hausnummern 36 bis 40.

## Geschichte
Die Schule wurde in den Jahren 1886 und 1887 unter dem Namen „Germaniaschule“ errichtet, was eine Folge des seinerzeit starken Bevölkerungswachstums der Stadt Pirmasens war. Während der ersten Jahrzehnte ihres Bestehens fungierte sie als Volksschule. Im Zuge der Luftangriffe auf Pirmasens während des Zweiten Weltkriegs brannte das Schulgebäude aus und wurde in Jahren 1951 und 1952 unter dem neuen Namen Matzenbergschule wieder aufgebaut. Rund ein Jahrzehnt später wurde sie in eine Grundschule umgewandelt. Ab 1975 zog in ihre Räumlichkeiten die Sonderschule für Lernbehinderte ein; später trug sie den Titel Förderschule.

## Architektur
Beim Schulgebäude handelt es sich um einen stattlichen dreigeschossigen Putzbau im Stil der Neorenaissance.

## Einzugsgebiet
Zum Einzugsgebiet gehört neben der Stadt Pirmasens die Verbandsgemeinde Pirmasens-Land.

## Schulhof
Mit der Linde im Schulhof der Matzenbergschule existiert innerhalb des Schulgeländes ein Naturdenkmal.